# Rio Arnold (Nova Zelândia)

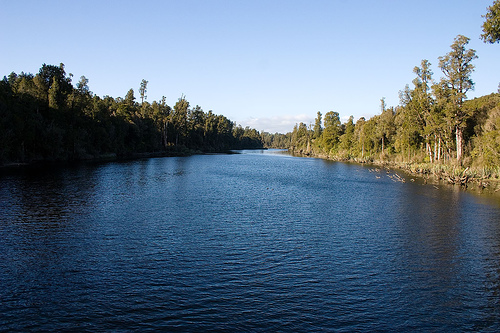
Rio Arnold na Nova Zelândia.

O rio Arnold está localizado no oeste da Ilha do Sul na Nova Zelândia. Ele sai do Lago Brunner, e liga-o com o rio Grey. O Rio Arnold flui para noroeste durante 20 quilômetros, e liga-se ao rio Grey imediatamente acima da cidade de Brunner, e a cerca de 15 quilómetros do Mar da Tasmânia. É um local popular para canoagem e pesca de trutas.
Uma barragem hidroeléctrica, a "Arnold Power Station", está localizada no rio perto de sua confluência com o rio Grey.